# Sophronica metallescens
Sophronica metallescens là một loài bọ cánh cứng trong họ Cerambycidae.